# Kandelaria od św. Józefa
Kandelaria od św. Józefa (ur. 11 sierpnia 1863 w Altagracia de Orituco; zm. 31 stycznia 1940 w Cumaná) – wenezuelska Błogosławiona Kościoła katolickiego, założycielka zgromadzenia Siostrzyczek Ubogich z Altagracia de Orituco.
Wspomnienie liturgiczne błogosławionej przypada 1 lutego.

## Życiorys
Zuzanna Paz Castillo urodziła się 11 sierpnia 1863 roku w Alta Gracia De Orituco. Pochodziła z ubogiej rodziny, gdzie odebrała chrześcijańskie wychowanie. W 1870 roku zmarł jej ojciec, przez co sytuacja materialna domowników uległa znacznemu pogorszeniu. W 1887 roku zmarła jej matka. Zuzanna stała się głową rodziny, która miała za zadanie utrzymanie jej członków. 
W 1901 r. wybuchła w Wenezueli tzw. rewolucja liberalna, która przyczyniła się do śmierci tysięcy ludzi, zwłaszcza w rejonie, gdzie mieszkała Zuzanna. W 1903 roku do Altagracia przybył doktor Sixto Sosa, który został wikarym w tamtejszej parafii. W tym samym roku założył szpital św. Antoniego, następnie mianował Zuzannę jego kierowniczką. Zajmowała się ofiarami rewolucji oraz innymi chorymi i ubogimi. Dołączyły do niej także trzy inne kobiety, które pacjenci nazywali "siostrami". Wszystkie pragnęły wstąpić do zakonu, dlatego widząc to ks. Sosa w porozumieniu z biskupem zdecydował w 1906 roku o założeniu zgromadzenia sióstr ubogich z Altagracia de Orituco. Zuzanna przybrała wówczas imię Kandelaria od św. Józefa, a w 1916 roku złożyła śluby zakonne.
Zgromadzenie rozrastało się, a także otwierało kolejne szpitale m.in. w Upata i na wyspie Margarita. Z czasem podjęto decyzję, aby kongregacja z Altagracia de Orituco połączyła się z małymi siostrami ubogich w Maiquetía. Oficjalnie nastąpiło to 25 marca 1925 roku, kiedy ojciec generał Zakonu Karmelitańskiego podpisał dekret afiliacyjny. Na jego mocy 26 lipca tego samego roku s. Kandelabria wraz ze współsiostrami założyła habit karmelicki.
Zmarła, mając 76 lat w opinii świętości.
Jej proces beatyfikacyjny rozpoczął się 1 października 1974 roku. Beatyfikował ją papież Benedykt XVI 27 kwietnia 2008 roku.